# Trinidad Cardona
Trinidad Cardona (* 23. Mai 1999 in Phoenix, Arizona) ist ein US-amerikanischer R&B-Sänger.

## Leben
Trinidad Cardona wuchs in Phoenix, Arizona als Sohn eines lesbischen Paares auf. Er hat afro-mexikanische Wurzeln. Sein leiblicher Vater soll sich im Gefängnis befinden. Seine Lebensumstände waren häufig Ursache für Mobbing in der Schule, was ihm jedoch wenig ausmachte. Er begann mit 16 Jahren sich für Musik zu interessieren und diese zu seinem Lebensinhalt zu machen. Er begann sowohl zu singen als auch eigene Songs zu schreiben und machte sich in seiner Heimatstadt einen Namen.
Bekannt wurde Trinidad Cardona eher durch Zufall. Er war mit Freunden im Badezimmer und sie begannen herumzualbern. Cardona begann einen Song namens Jennifer zu freestylen und seine Freunde nahmen ihn auf. Der Song wurde über Social Media veröffentlicht und erreichte innerhalb eines Tages sieben Millionen Views, die vor allem über YouTube und Facebook generiert wurden. Unter anderem teilten Gucci Mane, Ludacris und Kelly Rowland den Song. Ein großer Anteil der Fans kam auch aus Brasilien. Es folgte ein richtiges Video zu dem Song sowie eine selbst veröffentlichte EP namens Jennifer. Es folgten zwei Alben als Eigenproduktion.
Schließlich nahm Island Records den Sänger 2018 unter Vertrag, als er gerade mit der High School abgeschlossen hatte. 2018 erschien seine Single Dinero. Diese wurde 2021 auf TikTok populär.

## Diskografie

### Alben
- 2018: I Understand (Eigenproduktion)
- 2018: Humble Begiinings (Run-It-Up Records)

### Singles
- 2017: Ready
- 2017: You Are Mine
- 2017: Summer Love
- 2017: Jennifer
- 2018: Dinero (US: Gold)
- 2018: Even If
- 2018: Call Me Back
- 2018: She Knows
- 2018: Ai Se Eu Te Pego (I Got You)
- 2018: Paranoia
- 2018: Coke White
- 2018: No Hands
- 2019: Solo
- 2019: Tired
- 2019: Love
- 2019: Soltero
- 2018: Aventura
- 2019: Trust
- 2019: Liar (feat. Mere)
- 2020: Blame Me
- 2020: Euphoric
- 2020: Show Off
- 2020: Worth It
- 2020: Play Me
- 2020: Kryptonite
- 2020: Learn
- 2020: What I Want
- 2020: Nasty
- 2020: Patience
- 2021: SkinnyDip It
- 2022: Love Me Back (Fayahh Beat) (mit Robinson)

## Auszeichnungen für Musikverkäufe
| Goldene Schallplatte - Brasilien - 2024: für die Single Jennifer - Polen - 2023: für die Single Dinero - Portugal - 2021: für die Single Dinero | Platin-Schallplatte - Brasilien - 2024: für die Single Love Me Back (Fayahh Beat) - Frankreich - 2021: für die Single Dinero 2× Platin-Schallplatte - Brasilien - 2024: für die Single Dinero |

| Land/RegionAuszeichnungen für Musikverkäufe (Land/Region, Auszeichnungen, Verkäufe, Quellen) | Gold     | Platin     | Verkäufe | Quellen             |
| -------------------------------------------------------------------------------------------- | -------- | ---------- | -------- | ------------------- |
| Brasilien (PMB)                                                                              | Gold1    | 3× Platin3 | 140.000  | pro-musicabr.org.br |
| Frankreich (SNEP)                                                                            | —        | Platin1    | 200.000  | snepmusique.com     |
| Polen (ZPAV)                                                                                 | Gold1    | —          | 25.000   | olis.pl             |
| Portugal (AFP)                                                                               | Gold1    | —          | 5.000    | Einzelnachweise     |
| Vereinigte Staaten (RIAA)                                                                    | Gold1    | —          | 500.000  | riaa.com            |
| Insgesamt                                                                                    | 4× Gold4 | 4× Platin4 |          |                     |